# Бетгер, Евгений Карлович
Евгений Карлович Бетгер (нем. Boetger, 13 июля (30 июня) 1887, Ташкент, — 3 апреля 1956, там же) — видный советский библиотековед, библиограф, переводчик, историк-востоковед, преподаватель.
В 1922—1929 годах — директор ташкентской Государственной библиотеки. Внёс существенный вклад в превращение этой библиотеки в крупный культурный и научно-методический центр Узбекской ССР.

## Биография

### Происхождение и образование
Родился в Ташкенте, в семье немецкого эмигранта, переехавшего из Пруссии в 70-х годах XIX века, — Карла Богдановича Бетгера. Отец работал прови́зором в главной городской аптеке, в которой неимущим лекарства выдавались бесплатно. В 1899 году отца назначили заведующим этим важнейшим в социальном отношении медицинским центром. В должности заведующего, организовав образцовую работу с населением, он заслужил всеобщий почёт и уважение. Мать — интеллигентная Анна Васильевна, — кроме Евгения, воспитывала ещё двух сыновей.
Закончив местную гимназию (1905), Е. К. Бетгер поступил на историко-филологический факультет в Московский университет. В 1906 году, когда занятия в университете были отменены из-за событий «первой русской революции», поступил слушателем в Гейдельбергский университет. В 1909 году вернулся в Россию и поступил на историко-филологический факультет в Киевский университет, который и окончил в 1914 году.
Вернулся домой, в Ташкент, и устроился преподавателем русского языка и литературы в мужской гимназии. В 1915 вступил в местное отделение Русского географического общества и, как представитель этого общества, вошёл в состав Наблюдательного комитета при крупнейшей ташкентской библиотеке.

### Реформа Ташкентской публичной библиотеки
Фонды библиотеки находились не в лучшем состоянии: каталог был печатный, неполный и дурного качества, картотек не было, в хранилищах из-за тесноты встречался беспорядок. Комитет обратился к городским общинам Туркестана с просьбой сообща выделить средства на создание каталогов в крупнейшей и старейшей библиотеке региона. Какие-то средства даже были собраны, но планам комитета помешала революция.
Однако от намерения создать в родном городе современную библиотеку Е. К. Бетгер не отступил. В мае 1918, уже при новой власти, он вошёл в созданную по его же инициативе «Комиссию по реорганизации Туркестанской публичной библиотеки».
Прежде всего было необходимо заменить устаревшую систему печатных (а то и рукописных) каталогов на современную, принятую уже во всём цивилизованном мире, систему картотек, используя разработанные «Международным библиотечным институтом» таблицы «Универсальной десятичной классификации» (УДК). Доступа к таким таблицам из-за войны не было. Е. К. Бетгер вручную выбрал все имеющиеся в библиографических указателях ссылки на УДК и, составив сводную их таблицу, летом 1918 опубликовал брошюру «Универсальная десятичная классификация» — для использования работниками национализированных туркестанских библиотек. Брошюра вмиг разошлась. И запросы продолжали поступать, в основном, — из различных районов обширного Туркестана. Для «направления работы библиотек» краевого инструктора Е. К. Бетгера назначили «Заведующим библиотечным отделом при Комиссариате народного просвещения».
При повторном издании востребованной брошюры, Е. К. Бетгер, столкнувшись с той же проблемой недостатка официальных таблиц УДК, восполняет их собственным остроумием. Позднее, ознакомившись с его работой, разработчики таблиц из брюссельского «Международного библиотечного института» прислали в Государственную ташкентскую библиотеку письмо с благодарностью Е. К. Бетгеру за его труд и одобрением его новаторских идей. — К брошюре прилагалась также составленная Бетгером методичка по применению УДК и прочих библиотечных техник, на долгие годы ставшая основным пособием для работников различных библиотечных фондов Туркестана.
Одновременно с созданием картотек по системе УДК стояли задачи организации удобных читальных залов, распределения фондов по отраслям знаний и полной их описи. После Октябрьской революции коллекции книг, находившиеся в опустевших дворянских особняках и усадьбах, признавались народным достоянием и в большинстве случаев свозились в ближайшую библиотеку. Так за два года, с 1918 по 1920, фонды Государственной ташкентской библиотеки увеличились вдвое — с 40 до 88 тысяч единиц хранения. Требовалась немедленная работа по их систематизации и учёту. Благодаря энергичным усилиям «Комиссии по реорганизации», в которую входил Е. К. Бетгер, к лету 1920 удалось обустроить и снабдить всем необходимым три читальных зала («Общий», «детский» и «мусульманский»), картотеки алфавитную и предметную (по УДК) и семь самостоятельных отделов: общенаучный, туркестановедения, восточной лингвистики, журнальный, детский, старинных и редких книг и юношеский. — Библиотека «выгодно отличалась от состояния 1916 года». Компетентному и активному участнику Комиссии, Е. К. Бетгеру, предложили руководить отделом старинных и редких книг библиотеки, а с 1922 года — и всей библиотекой.

### Директор библиотеки
В 1924 году Е. К. Бетгер, 36-летний директор главной библиотеки республики, успешно окончил курс по арабскому языку на восточном факультете Среднеазиатского университета, на который поступил в 1920, получил второй диплом и поехал делегатом на I-й библиотечный съезд РСФСР. На съезде, открытом докладами Н. К. Крупской («Библиотечная работа в деревне») и Л. Д. Троцкого («Ленинизм и библиотечная работа»), особо обсуждался острый вопрос о подготовке кадров. Вернувшись, Е. К. Бетгер разворачивает на базе библиотеки курсы подготовки и переподготовки библиотекарей и лично читает принципиально важные в этой области лекции по предметному каталогу, основам библиографии и истории книги. Преподаванием этих и смежных дисциплин он занимался до конца своих дней, почему многие работники библиотек Узбекистана считали себя его учениками.
Параллельно Е. К. Бетгер особое внимание уделял поиску и научной обработке редких книг и рукописей местного происхождения, а также составлению подробных библиографических указателей к самым различным собраниям местных источников. Благодаря чему количество единиц хранения в библиотеке росло, при этом работа с крупными массивами информации упрощалась. Академик М. Е. Массон, в статье, посвящённой памяти Е. К. Бетгера писал:

Имя этого библиографа известно не только в СССР, но и за границей, так как он очень часто является незримым помощником в научных исследованиях в различных областях знаний и большое число специалистов обязано ему результатом своего успеха в изучении поставленной проблемы…— Массон М.Е. Памяти Евгения Карловича Бетгера
В конце 20-х годов над научной интеллигенцией в Ташкенте сгустились тучи. 11 преподавателей Среднеазиатского университета по решению местного ОГПУ были арестованы и высланы из города, среди них и бывший научный руководитель Е. К. Бетгера — выдающийся учёный-востоковед, Александр Шмидт. Восточный факультет был закрыт, изучение арабского языка прекращено. «По рекомендации Наркомпроса» Е. К. Бетгер был смещён с должности директора библиотеки. Сначала на позицию заместителя по научной части (1929—1931), а затем и на должность «учёного секретаря». Учёный целиком погружается в трудоёмкое составление библиографических указателей к отдельным периодическим изданиям Туркестана

### Диссертация и «Туркестанский сборник»
В 1941 в Ташкенте открылся «Институт практикантов». Е. К. Бетгера привлекли к организации учебных мероприятий и ведению курса арабского языка. Спустя два года в этом институте учёный защитил свою диссертацию: «Дневник А. И. Бутакова как материал для его биографии и для истории изучения Аральского бассейна». В диссертации автор «установил полнейший плагиат и вернул доброе имя настоящему первоисследователю Аральского моря, приоткрыв трагические страницы истории эпохи Николая I», — и получил степень кандидата исторических наук.. Позже на основе диссертации были изданы «Дневные записи плавания А. И. Бутакова на шхуне „Константин“ для исследования Аральского моря в 1848−1849 гг. по рукописным материалам Узбекской и Украинской Гос. публ. библиотек» (Ташкент, 1953) — важный первоисточник по истории Приаралья с комментариями и под редакцией Е. К. Бетгера.
С середины 30-х годов Е. К. Бетгер много сил и внимания посвящал ценнейшему достоянию ташкентской государственной библиотеки — «Туркестанскому сборнику». «Каждый, начинавший работать по вопросам, имевшим отношение к Средней Азии, всегда раньше всего встречался с межовским указателем и „Туркестанским сборником“» Е. К. Бетгер стремился заполнить имевшиеся лакуны и дополнить Сборник из найденных позже источников. В 1939 году он включил в Сборник три тома М. А. Терентьева (по истории завоевания Азии), раньше бывших секретными. Более сотни томов Сборника, издававшихся в 1907—1916 годах под редакцией Н. В. Дмитровского и А. А. Семёнова, оставались без библиографических указателей. В 1940-х годах, в сотрудничестве со своей талантливой ученицей, О. В. Масловой, Е. К. Бетгер приступил к их составлению. В 1952 году, когда почти десятилетний труд по научной обработке «Сборника» приближался к завершению, Е. К. Бетгер делает почти сенсационную находку: в отделе редких книг библиотеки имени Ленина в Москве он обнаружил ещё 29 томов «Туркестанского сборника».
При исследовании их содержания выяснилось, что в них не было оглавлений, и что ни одна запись не сопровождалась указанием на источник. Е. К. Бетгер указал источники более половины записей, и лишь 718 записей (~40 %) остались без такого указания. Установив источники, датировки и спецификации, он составил ко всем 29 московским томам сборника предметно-тематический указатель, алфавитный список авторов и упомянутых имён.
В 1953 году «Туркестанский сборник», имеющийся в единственном экземпляре, — 594 тома со всей научной коннотацией — передали из Отдела краеведческой литературы в Отдел редких книг Государственной библиотеки имени Алишера Навои. В том же году 65-летний учёный-библиограф Евгений Карлович Бетгер был удостоен звания «Заслуженный библиотекарь Узбекской ССР».

## Память
Через три года, 3 апреля 1956 года, Е. К. Бетгера не стало. Похоронен на Боткинском кладбище в Ташкенте, рядом с женой (Евгения, умерла в 1948) и дочерью (Юлия, умерла в 1952).
Памяти о нём и столетию со дня его рождения был посвящён сборник научных статей по вопросам библиотековедения. С 2004 Национальная библиотека Узбекистана имени А. Навои проводит ежегодные «Бетгеровские чтения», доклады на которых издаются отдельным сборником. Как правило, один из докладов посвящается жизни и творчеству Е. К. Бетгера.

## Научные труды
Список научных работ Е. К. Бетгера занимает несколько страниц. Всего им опубликовано более 150 работ — монографий, статей и научных обзоров, посвящённых, в основном, вопросам библиотековедения и библиографии. Среди них:

### Библиографические справочники и указатели
- Указатели книг и статей по туркестановедению (1915-17)
- «Десятичная библиографическая классификация», изд. 2-е, испр. и значительно доп. (1922)
- «Хронологический обзор книг 16-18 вв.»
- «Перечень помещенных в „Туркестанских ведомостях“ статей и заметок, относящихся до областей, ныне входящих в Туркестан» (1926)
- Указатель статей и заметок по географии, метеорологии, сейсмологии и гидрологии Туркестана, помещённых в газете «Туркестанские ведомости» за первые 25 лет её существования (1927)
- «Роспись статьям и заметкам по археологии и истории Средней Азии, помещенным в газете „Туркестанские ведомости“ за время её существования» (1927)
- Указатели к «Туркестанскому сборнику» и др.

### Историко-краеведческие работы
- «Туркестанская государственная библиотека: 1918—1922 год» (1922)
- «Три четверти века культурной работы»: К 100-летнему юбилею Гос. публ. библиотеки им. А. Навои (1870—1945)
- «Из истории книжного дела в Узбекистане» (1951)
- «Самаркандский купец Данила Рукавкин и его караван в Хиву в 1753» (1952) и др.

### Переводы
- Перевод с французского книги Е. Ф. Мейендорфа «Путешествие из Оренбурга в Бухару, совершенное в 1820…» (при жизни не публиковался)
- Перевод с латинского предисловия К. М. Френа к изданию «Родословия турков» Абдуля Гази (1925)
- Перевод с немецкого сочинения Ф. И. Базинера «Путешествие через Киргизские степи в Хиву» (1955—1956), не закончен, и др.

Среди бумаг Е. К. Бетгера осталось множество неопубликованных работ. Бумаги хранятся в библиотеке, в которой он проработал почти всю жизнь.